# Steven Molaro
Steven Molaro (New York, 16 febbraio 1972) è uno sceneggiatore e produttore televisivo statunitense.

## Biografia
È principalmente noto per essere scrittore e produttore di The Big Bang Theory fin dalla prima stagione. È attualmente al lavoro, come creatore insieme a Chuck Lorre, sulla sitcom Young Sheldon, spin-off e prequel di The Big Bang Theory.
Ha anche scritto e prodotto per altre serie televisive statunitensi tra cui Amanda Show e il suo spin-off Drake & Josh, Selvaggi, Zoey 101 e iCarly.